# Vidov
Vidov település Csehországban, a České Budějovice-i járásban. Vidov Roudné, Staré Hodějovice, Nedabyle, Doubravice és Plav településekkel határos. Lakosainak száma 599 fő (2024. január 1.).

## Népesség
A település lakosságának változását az alábbi diagram mutatja:
| Lakosok száma | 54   | 81   | 100  | 84   | 110  | 516  | 549  | 580  | 601  | 599  |
|               | 1869 | 1900 | 1921 | 1961 | 1980 | 2011 | 2016 | 2019 | 2021 | 2024 |